# Lusodescendant
Lusodescendant (de luso + descendant) est un néologisme tiré du portugais lusodescendente qui renvoie à deux définitions, l'une restreinte, sociologique et contemporaine, l'autre plus large, historique.
D'un point de vue sémantique strict, le terme renvoie à une origine portugaise commune à 128 000 000 de personnes dans le monde, incluant les Portugais du Portugal, qui sont tous ou presque descendants de Portugais, mais aussi une majorité de la population brésilienne, qui possède des origines portugaises.
Replacé dans son contexte contemporain, et dans le cadre portugais ou européen, le terme devient ségrégatif et désigne exclusivement les enfants d'émigrés portugais nés à l'étranger, qu'ils aient ou non la nationalité portugaise (parfois aussi les petits-enfants).
Le sociologue Jorge de la Barre le rappelait dans son article daté de 2003 Lusodescendants : le terme en questions : « Malgré sa prétention à l'universalité (lusodescendant = descendant de portugais), le terme est peu utilisé au Portugal, hors du contexte spécifique - tantôt académique, tantôt journalistique - de l'émigration. Depuis une dizaine d'années en effet, on a vu apparaître ici et là des cours de Portugais pour lusodescendants, des associations pour jeunes lusodescendants, des rencontres européennes et mondiales de jeunes lusodescendants, etc. Dans la presse portugaise destinée aux émigrés (Lusitano, Encontro, Elos), le terme est peu à peu devenu un synonyme à la mode de « seconde génération » (segunda geração). »
Le terme, qui sous-entend un attachement lointain autant qu'une rupture, est très controversé. Parce qu'il renvoie à un lien identitaire résiduel, il exclut : « Dans le contexte sémantique actuel, qualifier quelqu'un de Lusodescendant revient à dire qu'il n'est plus tout à fait un Portugais. Ce n'est plus qu'un apparenté, un vague cousin lointain. ».
Un grand nombre de Portugais nés et résidant à l'étranger, qui se considèrent Portugais de plein droit, refusent qu'on les qualifie de la sorte. D'un point de vue scientifique, sa généralisation aux enfants d'émigrés, également appelés « seconde génération », est donc abusive.